# Marignane
Marignane (okcitansko Marinhana) je severozahodno predmestje Marseilla in občina v jugovzhodnem francoskem departmaju Bouches-du-Rhône regije Provansa-Alpe-Azurna obala. Leta 2006 je naselje imelo 32.921 prebivalcev.
Na ozemlju občine se nahaja francosko mednarodno letališče Aéroport de Marseille Provence. V Marignanu ima svoj sedež svetovno znana tovarna helikopterjev Eurocopter.

## Uprava
Marignane je sedež istoimenskega kantona, v katerega je poleg njegove vključena še občina Saint-Victoret s 40.816 prebivalci.
Kanton Marignane je sestavni del okrožja Istres.

## Zanimivosti
- Oppidum, arheološko najdišče iz 4. stoletja pred našim štetjem, od leta 2004 na seznamu francoskih zgodovinskih spomenikov, je dal ime vrhu Notre Dame de Pitié in istoimenski kapeli,
- stražni stolp Beffroi de Marignane (10. stoletje),
- Cerkev sv. Nikolaja (11. stoletje),
- Dvorec Le Château de Marignane.

## Pobratena mesta
- Figueres (Katalonija, Španija),
- Göd (Županija Pešta, Madžarska),
- Slanic-Prahova (Muntenia, Romunija),
- Wolfsburg (Spodnja Saška, Nemčija).